# Графиня Коссель
«Графиня Коссель» (также «Графиня Косель», пол. Hrabina Cosel) — сокращённая киноверсия 3-серийного польского телесериала Ежи Антчака, снятого в 1968 году по одноимённому роману польского писателя Ю. И. Крашевского (1874) о графине Козельской.
Съёмки велись в Ксёнже и Ланьцутском замке. Существуют две версии — чёрно-белая и цветная. Фильм был дублирован на киностудии «Ленфильм» и вышел в советский прокат.

## Сюжет
Саксония начала XVIII века. Красавица графиня Анна Хойм, попав ко двору Августа Второго, короля польского и курфюрста саксонского, становится его очередной фавориткой с титулом графини Коссель. Она стремится принимать участие в политической жизни страны, что очень не нравится советникам короля и придворным. Кроме того, графиня вытягивает из короля письменное обещание вступить с ней в брак в том случае, если он овдовеет.
После возвращения себе польской короны Август уезжает из Дрездена в Варшаву, а графиня Коссель остаётся в опустевшей саксонской резиденции Пильниц. Ослушавшись королевского приказа, она пытается пробраться в Варшаву, чтобы вернуть утраченное положение, однако её задерживают и препровождают в Штольпенскую крепость.

## В ролях
- Ядвига Бараньская — графиня Козельская
- Мариуш Дмоховский — Август Сильный
- Станислав Ясюкевич — Заклика
- Даниэль Ольбрыхский — Карл XII
- Игнаций Гоголевский — Фридрих Киан
- Хенрик Боровский — граф Адольф Хойм
- Леон Немчик — граф Лешерен
- Юзеф Новак — граф Ланьяско
- Станислав Мильский — граф Фюрстенберг
- Анджей Красицкий — секретарь Фюрстенберга
- Бронислав Павлик — алхимик Бёттгер
- Владислав Ханьча — генерал Шуленбург
- Януш Зеевский — генерал Вакенбарт
- Данута Водыньская — Мария Магдалина Белинская
- Юзеф Перацкий — эпизод

## Съёмочная группа
- Режиссёр: Ежи Антчак
- Оператор: Ян Янчевский
- Оператор: Богуслав Лямбах
- Композитор: Вальдемар Казанецкий (поль.)